# Kata
Una kata és una demostració dels moviments i canvis de posició realitzats en sèries. Totes les kates contenen els elements essencials per exercitar la totalitat del cos. Les tècniques bàsiques de les kates són parar i atacar amb els punys, les mans o els peus, tot combinat de forma lògica, com si al davant es tingués un oponent.
Kata (literalment: "forma") és una paraula japonesa que descriu una sèrie o seqüència de moviments preestablerts que es poden practicar normalment sol però també en parelles. Es practica Kata en escoles tradicionals d'Art Japonès com per exemple Kata o "formes teatrals" en kabuki i en escoles de la "Cerimònia del Te" (chad), però se'ls associen comunament a les Arts Marcials. Els Kata s'usen en la majoria de les Arts Marcials del Japó i Okinawa, tals com aikido, iaido, foto, judo, jujutsu, kendo i karate. Altres Arts Marcials com el Tai Chi Chuan i el Taekwondo tenen el mateix tipus d'entrenament, però per a descriure'l usen paraules en els seus idiomes "Xinès" i "Coreà" respectivament.

## Explicació
En la pràctica d'Arts Marcials Japoneses, el Kata es veu com un company essencial del randori (o entrenament lliure), es complementen entre si per a preparar al practicant per a un combat real. No obstant això, actualment la forma i la freqüència de pràctica del "Kata" en relació amb el "Randori" varia segons l'Art Marcial o fins i tot segons l'Escola a la qual es fa referència. Tradicionalment, el kata s'ensenya en etapes, es comença l'aprenentatge amb Kata relativament menys complexos per a després anar incrementant la complexitat de les tècniques i la velocitat d'execució (mètode d'interpolació).
Respecte a la freqüència de la pràctica de Kata, podem comparar dues actituds. En iaido, per exemple, els Kata s'executen amb l'espasa japonesa (Katana) i són la base de "quasi" tot l'entrenament d'aquest estil. En contrast, en el Judo, l'entrenament de Kata es minimitza i usualment es reserven per als graus alts (Cinturó Negre).
Respecte de la forma que es practica el Kata podem fer una comparança entre els diferents nivells d'un mateix estil. En el Kenjutsu o en el "Kobujutsu", estils que es basen en el maneig d'armes i, per tant, un error pot causar serioses lesions, els Kata en parelles dels graus baixos es practiquen molt lentament i de bon tros cuidat. En els graus alts (Dan) els *Kata es realitzen a major velocitat i les lesions s'eviten només mitjançant l'alta sensibilitat i coordinació d'ambdós practicants, els quals dominen conceptes com el temps i la distància a la perfecció.
Altres Arts Marcials Japoneses també inclouen la pràctica de Kata en parelles amb rols de "atacant" (tori o nage) i "defensor" (uke o aite) en les quals sovint ambdós practicants intercanvien els rols segons una seqüència preestablida.
Així de variada i disímil és la pràctica dels Kata. Són usats en la pràctica diària, en competicions i en demostracions públiques, però en totes aquestes instàncies se cerca la perfecció en l'execució. És clau al realitzar un Kata posar èmfasi en la correcció en l'equilibri, en la respiració, en la coordinació del temps i la distància, en la força (Kime) i en la sensació final de cada tècnica (*zanshin) per a assemblar-lo a un combat real. El practicant ha de concentrar-se per a visualitzar els atacs enemics i perquè les seues respostes a aquests atacs es facen com si efectivament el combat s'estiguera realitzant.
Els noms de molts Kates estan associats al nombre de moviments, com nijushiho (literalment, 24 passos), al nom del mestre que els va crear, com Matsumura no Bassai (bassai de Matsumura) o a la sensació que transmet el Kata, com enpi (el vol de l'oreneta). Estos noms moltes vegades estan associats també en un sentit espiritual al Budisme.

## Origen
Aquesta forma d'entrenament d'Arts Marcials, que s'erigeix encara com una de les més importants juntament amb el "kumite", va servir durant generacions als mestres de kárate d'Okinawa i Japó com manera d'entrenar-se i ensenyar. De fet, es diu que els Kata contenen l'essència veritable de les Arts Marcials Japoneses, ja que en ells es poden apreciar moviments que actualment estan prohibits en el Kumite, com són els colps per sota de la cintura i altres zones molt delicades com articulacions i coll. Aquests colps poden causar serioses lesions als oponents.

## Kata en Karate

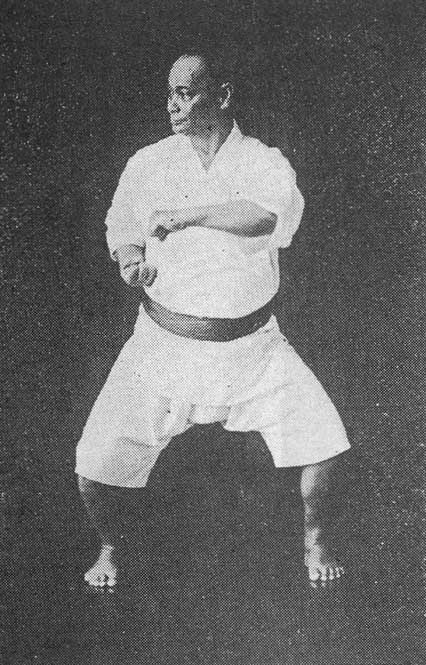
Motobu Choki Naihanchi

La imatge més comuna associada a un Kata és la d'un practicant de Karate realitzant una sèrie de colps de mans i peus a l'aire. El Kata de Karate és una seqüència específica de moviments que va des d'aproximadament 20 a 70 (o més) moviments depenent de la complexitat d'aquest. Generalment, inclou combinacions de colps de mans i peus, bloquejos, desplaçaments, girs i fins i tot salts, que són realitzats cercant una execució perfecta. És difícil estimar un nombre, però hi ha un grup de Kata que són comuns als diferents estils de Karate, això sí, cada estil introdueix diferents variants a aquests.

## Kata en Judo
El Judo té diversos Kata, en la seua majoria creats en el segle xix per Jigoro Kano, el fundador de Judo. Tots els Katas de Judo (excepte u) involucren dos participants. Els Kata de Judo inclouen una sèrie de tècniques que no estan incloses en les competències, fins i tot en el randori, aquestes inclouen colps de puny, puntades i l'ús de la Katana o altres armes. L'estudi del Kata en Judo comença molt més tard que en el Karate, usualment a l'arribar al nivell de cinturó marró. El Kata que s'estudia més comunament en Judo és el Nage-no-Kata, que consisteix en quinze tècniques de derroque. Katame-no-Kata es basa en tècniques d'immobilització, escanyaments i fixar articulacions. Kime-no-Kata és un Kata molt extens que consisteix en tècniques d'autodefensa contra atacants desarmats i atacants armats d'espases i ganivets.
- Koshiki no kata Jigoro Kano

## Discussions sobre les pràctiques de Kata
- Els Kata són la forma d'entrenament base de qualsevol estil tradicional. La pràctica de Kata és equivalent a la pràctica de Música Clàssica.

Encara que un músic pot crear Melodies aprenent només uns acords bàsics, no hi ha dubte que un músic amb un ampli entrenament en música clàssica pot crear música de major qualitat. El mateix succeeix en l'estudi del Karate, hi ha un punt que ni tan sols el més dotat pot passar sense un entrenament més profund. Kihon (la tècnica bàsica) són els acords bàsics i Kata són les Melodies. Només una vegada apreses i compreses el practicant està preparat per a "crear" les seues pròpies variacions.
- Els Kata proporcionen un millor enteniment de les característiques de cada estil.
- Algunes tècniques són molt perilloses per a practicar-les en pràctiques lliures i és més segur realitzar-les segons un format preestablit.
- Les pràctiques amb armes amb proteccions és molt poc realista, els Kata permeten entrenar amb tot l'abast les tècniques amb armes.
- Practicar Kata està relacionat amb la Meditació en moviment, augmenten el focus, el nivell de consciència i l'autodisciplina.
- Els Kata són una tradició essencial que preserva les tècniques de generacions anteriors.

El debat del tema "Kata versus Kumite" no és res de nou i està molt lluny de ser resolt prompte. No obstant això, els dos mètodes poden no estar tan allunyats l'u de l'altre. Estudiants avançats en Arts Tradicionals poden no estar d'acord en la forma i introduir variacions. Un Artista Marcial modern enfocat a l'espàrring pot entrenar a una combinació de colps i bloquejos assemblant-se molt a un Kata. En fi, és important considerar que en la majoria de les Arts Marcials, el kata és només un aspecte de tot el règim d'entrenament de l'estil.